# Viviane Geppert
Pour les articles homonymes, voir Geppert.
Viviane Geppert, née le 5 juin 1991 à Wiesbaden, est une animatrice de télévision, journaliste, rédactrice et mannequin allemande.

## Biographie
Viviane Geppert a grandi à Kirchzarten, dans le sud de Baden. À l'âge de 15 ans, elle a participé à la deuxième saison de l'émission Germany's Next TopModel, présenté par l'actrice et mannequin germano-américaine, Heidi Klum, après qu'un scout lui ait demandé s'il était possible d'y participer. Pour participer, elle a déclaré qu'elle avait déjà 16 ans. 
Après avoir obtenu son diplôme du Marie-Curie-Gymnasium Kirchzarten en 2009, elle a obtenu un baccalauréat en sciences des médias et de la communication à l'Université d'Augsbourg de 2010 à 2013 et a travaillé à la station de radio étudiante Kanal C à Augsbourg pendant cette période. 
Depuis le 11 janvier 2016, elle présente le tabloïd Taff sur ProSieben aux côtés de Daniel Aminati et Thore Schölermann. Elle a travaillé auparavant comme bénévole et rédactrice en chef du tabloïd magazine red ! Stars, Lifestyle & More. 
Lors des Oscars 2016, elle a succédé à Steven Gätjen et, avec Annemarie Carpendale, a organisé le Grand Championnat ProSieben Dodgeball pour ProSieben from the Red Carpet.

## Animation
- Depuis 2015 : Red! - Stars, Lifestyle & More
- Depuis 2017 : Taff weekend
- Depuis 2018 : Taff
- Depuis 2018 : Red[4]